# 馬里迪莫體育會
馬里迪莫體育會（葡萄牙語：Club Sport Marítimo，簡稱Marítimo，mɐ'ɾitmu）是一間位於葡萄牙馬德拉群島中的丰沙尔的足球球會，知名度比同市的國民隊高。
馬里迪莫最近一次出席歐洲賽是在2004/05球季，他們在歐洲足協杯的第一圈首回合以1-0擊敗格拉斯哥流浪。而次回合輸0-1，雙方打成平手。而馬里迪莫要到互射十二碼才出局，但這個已經創造了球會的新紀錄。馬里迪莫現在被視為葡萄牙頭七間球會，在葡語系的社會也十分有名，例如巴西。2006年10月，在對拿華的聯賽賽事開始前，球會宣佈他們正物色選址興建一個納15,000人的新球場，鄰近馬德拉群島的Praia Formosa區。

## 宿敵
馬里迪莫的宿敵是國民隊，馬德拉德比經常會聯繫到球迷間不同的文化和生活方式。國民隊的球迷在社會和經濟的地位都比馬里迪莫的球迷高，馬里迪莫的球迷主要是在商業化世界中的低下階層，但也有傾向保存原始風貌的工人階層。這個觀念令雙方的但感情惡化，而球星克里斯蒂亚诺·罗纳尔多在雙方的青年軍都曾效力，更加深了這個問題。

## 榮譽
- 葡萄牙錦標賽冠軍
  - 1925/26年；
- 葡萄牙盃亞軍
  - 1994/95年、2000/01年；
- 歐洲足協杯參賽
  - 1993/94年、1994/95年、1998/99年、2001/02年、2003/04年、2008/09年；
- 葡萄牙足球甲組聯賽冠軍
  - 南區:1976/77年、1981/82年、1984/85年；

## 著名球員
| - 保羅·艾維斯 - 佐治哥斯達 - 丹尼 - 卡路士·佐治 - 丹尼爾·堅尼地 - 馬古古拿 - 摩拉斯 - 比比 - 賓加 - 費蘭度·山度士 - 湯奴 - 華倫天 | - 真奴 - 雷·馬基斯（Rui Marques） - 基斯頓 - 祖拉巴 - 里奧·利馬 - 文度加 - 修沙 - 比比舒高夫 - 伊利夫 - 賓貝利 - 舒維達 - 約翰·李察士 | - 沙比 - 薛迪奧 - 雲達加 - 哥連·希爾 - 伊恩·華萊士 - 安迪·高麥 - 艾加·佩雷斯 - 奧尼拉斯 - 李柏田 - 麥比蘇馬 - 奧沙巴泰 |

## 外部連結
- 官方网站 （葡萄牙語）